# Peter Hümmeler
Peter Hümmeler (* 18. April 1979 in Osnabrück) ist ein deutscher Filmregisseur, Filmproduzent und Drehbuchautor.
Hümmeler studierte an der Internationalen Filmschule Köln. Im Rahmen seiner Ausbildung entstanden die Kurzfilme Deine Moral lügt, Hans im Glück und Soltau, die auf nationalen Festivals reüssierten. Im Anschluss veröffentlichte er den Dokumentarfilm Franks Welt, der seine Premiere auf den Internationalen Hofer Filmtagen feierte.
Als Regisseur war Peter Hümmeler an der Webserie Jabhook beteiligt, die seit 2010 auf der Webseite sport1.de läuft.

## Filmografie
- 2004: Der vierte Platz
- 2007: Deine Moral lügt
- 2009: Hans im Glück
- 2009: Soltau
- 2009: Franks Welt
- 2010: Jabhook